# Herenigde Nasionale Party
De Herenigde Nasionale Party (Nederlands: Herenigde Nationale Partij), was een Zuid-Afrikaanse apartheidspartij die van 1940 tot 1951 bestond.

## Geschiedenis
De Herenigde Nasionale Party (HNP) ontstond in 1940 uit de Volksparty (Volkspartij), een partij die in 1939 door oud-premier J.B.M. Hertzog werd opgericht door vroegere leden van de Verenigde Party (Verenigde Partij) die tegen de koers van die partij waren (oorlogsverklaring aan nazi-Duitsland door het door de VP gedomineerde Zuid-Afrikaanse parlement).
In 1941 fuseerde een deel van de Volksparty, de radicale apartheidspartij Gesuiwerde Nasionale Party (Gezuiverde Nationale Partij) van ds. Daniël François Malan en de Suid-Afrikaanse Fasciste van Johannes von Moltke tot de Herenigde Nasionale Party (HNP). Een deel van de Volksparty ging op in de Afrikanerparty waar ook Hertzog zich bij aansloot.
De HNP was fel tegen Zuid-Afrika's deelname aan de Tweede Wereldoorlog en bepleitte neutraliteit. De HNP, die vrijwel geheel bestond uit Afrikaners, zag in de deelname van Zuid-Afrika aan de oorlog een bewijs dat Zuid-Afrika volledig werd gedomineerd door Engelstaligen. Generaal Jan Smuts, de premier van Zuid-Afrika, was weliswaar een Afrikaner, maar werd door de HNP gezien als te pro-Engels. De HNP wees samenwerking met de blanke Engelstaligen van de hand en beschouwde de blanke Afrikaner elite die dat wel deed als verraders van het Afrikanerras. Het is daarom niet verwonderlijk dat de NHP voor werd gesteund door de arme Afrikaners die de Engelstaligen overal de schuld van gaven. Om de macht van de blanke Engelstaligen in de private economische sector te breken moesten grote ondernemingen worden genationaliseerd en het bestuur van de nieuwe staatsbedrijven worden overgelaten aan Afrikaners.
Hoewel de HNP in de eerste plaats een partij was die de macht van de Engelstalige blanke Zuid-Afrikanen wilde inperken, was de partij ook racistisch en streefde naar blanke (Afrikaner) suprematie en segregatie. Met name radicale leden van de partij (Hendrik Verwoerd, John Vorster e.d.) waren voorstanders van een aboslute apartheid.
Bij de parlementsverkiezingen van 1948 werd de HNP de grootste partij, maar behaalde niet de absolute meerderheid in de Volksraad (Zuid-Afrikaanse parlement). Malan vormde daarop een coalitiekabinet met de kleinere - maar geesteverwante - Afrikanerparty van Nicolaas Havenga.

### Fusie
In 1951 fuseerden de HNP van Malan en de Afrikanerparty van Havenga tot de 'Nasionale Party (Nationale Partij), een partijnaam die eerder werd gevoerd door een in 1924 door Hertzog opgerichte partij. Meer nog dan de HNP zal de NP - vooral na Malans aftreden als premier in 1954 - streven naar totale apartheid en blanke overheersing (Blanke Baaskap) over de zwarte bevolking.

## Verwijzingen
1. ↑  De Geschiedenis van de Apartheid, door: Brian Lapping (1986), blz. 118-119